# Траппето
Траппето (итал. Trappeto) — коммуна в Италии, располагается в регионе Сицилия, подчиняется административному центру Палермо.
Население составляет 2771 человек, плотность населения составляет 693 чел./км². Занимает площадь 4 км². Почтовый индекс — 90040. Телефонный код — 091.
В коммуне 23 марта особо празднуется Благовещение Пресвятой Богородицы. Покровителем коммуны почитается святой Пётр.

## Известные уроженцы и жители
- Дольчи, Данило (1924—1997) — итальянский писатель, поэт, публицист, социолог и общественный деятель, лауреат Международной Ленинской премии «За укрепление мира между народами» (1957).